# Hrunyky
Hrunyky, ukrajinsky Груники, jsou osadou obce Uglja, v Ugljanské venkovské komunitě (ukrajinsky Углянська сільська громада) v okrese Ťačiv v Zakarpatské oblasti na Ukrajině. V roce 2001 zde žilo 1 416 obyvatel.